# Indische Snooker-Meisterschaft
Die indische Snooker-Meisterschaft ist ein seit 1939 ausgetragener nationaler Wettbewerb zu Ermittlung des indischen Meisters in der Billarddisziplin Snooker. Nach der ersten Austragung in den frühen 1930er-Jahren kamen ab 1977 immer mehr Wettbewerbe hinzu, sodass es aktuell acht verschiedene Meisterschaften gibt.

## Geschichte

### Männer

#### Hauptturnier
Die erste belegte Austragung ist auf das Jahr 1939 datiert, vermutlich gab es aber schon davor eine indische Snooker-Meisterschaft. Bis 1942 gewann P. K. Deb drei der vier Austragungen, ein weiteres Mal stand er im Finale. Nach einer Pause durch den Zweiten Weltkrieg dominierten T. A. Selvaraj und Wilson Jones bis in die 1950er-Jahre das Turniere, beide Spieler gewannen insgesamt neun Titel. Ebenso gab es mit Frank Edwards und Leslie Driffield zwei Engländer, die das Turnier gewannen. In den 1950er-Jahren stand zwischen 1952 und 1958 Chandra Hirjee jedes Jahr im Finale, doch er konnte nie gewinnen. Mitte der 1950er- siegte Mohammed Lafir aus Ceylon, der bis in die 1970er acht Titel gewinnen konnte. In den 1960er-Jahren dominierte aber Shyam Shroff den Wettbewerb, er siegte insgesamt sieben Mal. Nach der Rückkehr Lafirs auf das Siegerpodest und dem Dreifachsieger Arvind Savur siegte 1980 der Engländer Jimmy White, der nur zwei Jahre später im Finale einer Snookerweltmeisterschaft stehen sollte. Im folgenden Jahrzehnt war es Geet Sethi, der mit vier gewonnenen Meisterschaften dominierte.
Zu den besten Spielern der 1990er zählen Yasin Merchant und Alok Kumar, die die Meisterschaft bis 2003 drei bzw. vier Mal gewannen. 2003 siegte mit Pankaj Advani ein späterer Main-Tour-Profi, der aber bis ins neue Jahrzehnt noch Amateur bleiben sollte. Nach zwei durch Alok Kumar gewonnenen Meisterschaften siegte Manan Chandra, der zuvor schon mehrfach die U21-Meisterschaft gewonnen hatte. Im Januar 2007 siegte Alok Kumar zum letzten Mal in seiner Karriere, auf ihn folgte vier Jahre lang Pankaj Advani. In den Jahren 2011 und 2012 gewann Aditya Mehta, der ebenfalls später Main-Tour-Profi werden sollte. Nach dem zweiten Titelgewinn seitens Manan Chandras konnte Advani bis einschließlich 2017 drei der vier Meisterschaften gewinnen, 2016 gewann Mehta. Im Jahr 2018 gewann mit Sumit Talwar ein Neuling die 85. Austragung der Snooker-Meisterschaft der Männer. Nachdem Pankaj Advani 2019 seinen neunten Titel gewann, siegte 2020 zum vierten Mal Aditya Mehta. 2021 gewann Ishpreet Singh Chadha seinen ersten Titel.

#### Junioren (U21)
Ab Mitte der 1970er-Jahre wurde eine U21-Meisterschaft für Männer ausgetragen. Der erste belegte Sieger war Manan Chandra, der zwischen 1997 und 2001 drei Titel gewann. Auf ihn folgten zwei Mal Pankaj Advani, 2006 Aditya Mehta und 2007 Rishab Pantya und Shravan Mohta, bis 2008 Shahbaaz Adil Khan seinen ersten Titel gewann. Im folgenden Jahr konnte er ihn verteidigen und auch 2010 gewann er ihn, doch er wurde nachträglich disqualifiziert und der Titel aberkannt. Sieger wurde stattdessen Zubin Leninwala. 2012 gewann Laxman Rawat, im folgenden Jahr ging der Titel an Malkeet Singh, der 2018 im Finale der Männermeisterschaft stand. Auf ihn folgten Ashutosh Padhy und Avinash Kumar, bis 2018 mit Shrikrishna Suryanarayanan ein mehrfacher U17-Meister gewann. Mit Shoaib Khan und Digvijay Kadian folgten auch in den nächsten beiden Jahren vormalige U17-Meister. Letzterem gelang 2021 fast die Titelverteidigung, doch er verlor knapp gegen Rayaan Razmi.

#### Sub-Junioren (U17)
Die erste Austragung fand 2006 statt, erster bekannter Sieger ist Shravan Mohta, der ein Jahr später U21-Meister wurde. Im Dezember 2007 siegte Shoaib Khan, auf ihn folgte Dhvaj Haria, der bis 2012 jeweils im Abstand von zwei Jahren drei Titel holte. 2013 und 2014 siegte Ashutosh Padhy, der 2014 zeitgleich U21-Meister war. Nachdem 2015 Ishpreet Singh Chadha gewonnen hatte, gewann Shrikrishna Suryanarayanan die nächsten drei Ausgaben. 2019 siegte Digvijay Kadian, der 2020 im Finale gegen Kreishh Gurbaxani verlor. 2021 fand kein Wettbewerb statt.

#### Titelträger
| Jahr                               | Hauptturnier          | Hauptturnier        | Hauptturnier        | Junioren (U21)               | Sub-Junioren (U17)           |
| Jahr                               | Sieger                | Ergebnis            | Gegner              | Junioren (U21)               | Sub-Junioren (U17)           |
| ---------------------------------- | --------------------- | ------------------- | ------------------- | ---------------------------- | ---------------------------- |
| vor 1939: unbekannt                | vor 1939: unbekannt   | vor 1939: unbekannt | vor 1939: unbekannt | nicht ausgetragen            | nicht ausgetragen            |
| 1939                               | P. K. Deb             | unbekannt           | M. M. Begg          | nicht ausgetragen            | nicht ausgetragen            |
| 1940                               | P. K. Deb             | unbekannt           | H. P. Smith         | nicht ausgetragen            | nicht ausgetragen            |
| 1941                               | V. R. Freer           | unbekannt           | P. K. Deb           | nicht ausgetragen            | nicht ausgetragen            |
| 1942                               | P. K. Deb             | unbekannt           | V. R. Freer         | nicht ausgetragen            | nicht ausgetragen            |
| zw. 1943 und 1945 keine Austragung |                       |                     |                     | nicht ausgetragen            | nicht ausgetragen            |
| 1946                               | T. A. Selvaraj        | unbekannt           | S. J. Coelho        | nicht ausgetragen            | nicht ausgetragen            |
| 1947                               | Tommy Sadler          | 4:3                 | A. Wali             | nicht ausgetragen            | nicht ausgetragen            |
| 1948                               | Wilson Jones          | unbekannt           | Tommy Sadler        | nicht ausgetragen            | nicht ausgetragen            |
| 1949                               | T. A. Selvaraj        | 4:1                 | Wilson Jones        | nicht ausgetragen            | nicht ausgetragen            |
| 1950                               | Frank Edwards         | unbekannt           | T. A. Selvaraj      | nicht ausgetragen            | nicht ausgetragen            |
| 1951                               | T. A. Selvaraj        | unbekannt           | T. A. Reed          | nicht ausgetragen            | nicht ausgetragen            |
| 1952                               | Wilson Jones          | 7:2                 | Chandra Hirjee      | nicht ausgetragen            | nicht ausgetragen            |
| 1953                               | Leslie Driffield      | 5:1                 | Chandra Hirjee      | nicht ausgetragen            | nicht ausgetragen            |
| 1954                               | Wilson Jones          | 5:4                 | Chandra Hirjee      | nicht ausgetragen            | nicht ausgetragen            |
| 1955                               | T. A. Selvaraj        | 5:3                 | Tommy Sadler        | nicht ausgetragen            | nicht ausgetragen            |
| 1956                               | Mohammed Lafir        | 5:2                 | Chandra Hirjee      | nicht ausgetragen            | nicht ausgetragen            |
| 1957                               | Mohammed Lafir        | unbekannt           | Chandra Hirjee      | nicht ausgetragen            | nicht ausgetragen            |
| 1958                               | Wilson Jones          | 6:5                 | Chandra Hirjee      | nicht ausgetragen            | nicht ausgetragen            |
| 1959                               | Mohammed Lafir        | 6:2                 | Tom Cleary          | nicht ausgetragen            | nicht ausgetragen            |
| 1960                               | Wilson Jones          | 6:4                 | Mohammed Lafir      | nicht ausgetragen            | nicht ausgetragen            |
| 1961                               | Mohammed Lafir        | 6:3                 | Wilson Jones        | nicht ausgetragen            | nicht ausgetragen            |
| 1962                               | Bob Marshall          | 6:1                 | B.V. Komti          | nicht ausgetragen            | nicht ausgetragen            |
| 1963                               | Mohammed Lafir        | unbekannt           | Tony Monteiro       | nicht ausgetragen            | nicht ausgetragen            |
| 1964                               | Shyam Shroff          | 6:3                 | Tony Monteiro       | nicht ausgetragen            | nicht ausgetragen            |
| 1965                               | Shyam Shroff          | unbekannt           | Tony Monteiro       | nicht ausgetragen            | nicht ausgetragen            |
| 1966                               | Tony Monteiro         | unbekannt           | Shyam Shroff        | nicht ausgetragen            | nicht ausgetragen            |
| 1967                               | Shyam Shroff          | unbekannt           | Tony Monteiro       | nicht ausgetragen            | nicht ausgetragen            |
| 1968                               | Satish Mohan          | unbekannt           | Tony Monteiro       | nicht ausgetragen            | nicht ausgetragen            |
| 1969                               | Shyam Shroff          | unbekannt           | Arvind Savur        | nicht ausgetragen            | nicht ausgetragen            |
| 1970                               | Shyam Shroff 1        | 6:0                 | Arvind Savur        | nicht ausgetragen            | nicht ausgetragen            |
| 1971                               | Tony Monteiro 2       | 6:5                 | Arvind Savur        | nicht ausgetragen            | nicht ausgetragen            |
| 1972                               | Shyam Shroff          | 6:0                 | S. Aleem            | nicht ausgetragen            | nicht ausgetragen            |
| 1973                               | Shyam Shroff          | unbekannt           | Tony Monteiro       | nicht ausgetragen            | nicht ausgetragen            |
| 1974                               | Mohammed Lafir        | unbekannt           | Arvind Savur        | nicht ausgetragen            | nicht ausgetragen            |
| 1975                               | Mohammed Lafir        | unbekannt           | Arvind Savur        | nicht ausgetragen            | nicht ausgetragen            |
| 1976                               | Arvind Savur          | unbekannt           | Jairam              | nicht ausgetragen            | nicht ausgetragen            |
| 1977                               | Mohammed Lafir        | unbekannt           | Shyam Shroff        | unbekannt                    | nicht ausgetragen            |
| 1978                               | Arvind Savur          | unbekannt           | Shyam Shroff        | unbekannt                    | nicht ausgetragen            |
| 1979                               | Arvind Savur          | unbekannt           | Girish Parikh       | unbekannt                    | nicht ausgetragen            |
| 1980                               | Jimmy White           | 9:7                 | Arvind Savur        | unbekannt                    | nicht ausgetragen            |
| 1981                               | Girish Parikh         | unbekannt           | Syed Habib          | unbekannt                    | nicht ausgetragen            |
| 1982                               | Girish Parikh         | Gruppenphase        | Gruppenphase        | unbekannt                    | nicht ausgetragen            |
| 1983                               | unbekannt             | unbekannt           | unbekannt           | unbekannt                    | nicht ausgetragen            |
| 1984                               | Mysore Jayaram        | unbekannt           | unbekannt           | unbekannt                    | nicht ausgetragen            |
| 1985                               | Geet Sethi            | unbekannt           | unbekannt           | unbekannt                    | nicht ausgetragen            |
| 1986                               | Geet Sethi            | unbekannt           | unbekannt           | unbekannt                    | nicht ausgetragen            |
| 1987                               | Geet Sethi            | unbekannt           | unbekannt           | unbekannt                    | nicht ausgetragen            |
| 1988                               | Geet Sethi            | unbekannt           | unbekannt           | unbekannt                    | nicht ausgetragen            |
| 1989                               | Shyam Jagtiani        | unbekannt           |                     | unbekannt                    | nicht ausgetragen            |
| 1990                               | B. V. S. Murthy       | unbekannt           | unbekannt           | S. Faheem?                   | nicht ausgetragen            |
| 1991                               | Yasin Merchant        | 7:3                 | Alok Kumar          | unbekannt                    | nicht ausgetragen            |
| 1992                               | Alok Kumar            | unbekannt           | unbekannt           | unbekannt                    | nicht ausgetragen            |
| 1993                               | B. V. S. Murthy       | 7:2                 | Shyam Jagtiani      | unbekannt                    | nicht ausgetragen            |
| 1994                               | Alok Kumar            | unbekannt           | Mysore Jayaram 3    | unbekannt                    | nicht ausgetragen            |
| 1995                               | Sarang Shroff         | unbekannt           | Alok Kumar          | unbekannt                    | nicht ausgetragen            |
| 1996                               | Siddharth Rao         | unbekannt           | unbekannt           | unbekannt                    | nicht ausgetragen            |
| 1997                               | Sonic Multani         | unbekannt           | Rafath Habib        | Manan Chandra                | nicht ausgetragen            |
| 1998                               | Devendra Joshi        | unbekannt           | Ashok Shandilya     | unbekannt                    | nicht ausgetragen            |
| 1999                               | unbekannt             | unbekannt           | unbekannt           | Manan Chandra                | nicht ausgetragen            |
| 2000                               | Yasin Merchant        | 7:2                 | Rupesh Shah         | unbekannt                    | nicht ausgetragen            |
| 2001                               | Yasin Merchant        | 7:2                 | Alok Kumar          | Manan Chandra                | nicht ausgetragen            |
| 2002                               | Alok Kumar            | 7:2                 | Brijesh Damani      | unbekannt                    | nicht ausgetragen            |
| 2003                               | Pankaj Advani         | 7:5                 | Yasin Merchant      | Pankaj Advani                | nicht ausgetragen            |
| 2004                               | Alok Kumar            | 7:1                 | Pankaj Advani       | Pankaj Advani                | nicht ausgetragen            |
| 2005                               | Alok Kumar            | 6:3                 | Devendra Joshi      | Pankaj Advani                | nicht ausgetragen            |
| 2006                               | Manan Chandra         | 6:4                 | Pankaj Advani       | Aditya Mehta                 | unbekannt                    |
| Jan. 2007                          | Alok Kumar            | 6:5                 | Rupesh Shah         | Rishab Pandya                | Shravan Mohta                |
| Dez. 2007                          | Pankaj Advani         | 6:1                 | Aditya Mehta        | Shravan Mohta                | Shoaib Khan                  |
| 2008                               | Pankaj Advani         | 6:1                 | Manan Chandra       | Shahbaaz Adil Khan           | Dhvaj Haria                  |
| 2009                               | Pankaj Advani         | 6:3                 | Sourav Kothari      | Shahbaaz Adil Khan           | Lalit Dhaiya                 |
| 2010                               | Pankaj Advani         | 6:5                 | Lucky Vatnani       | Zubin Leninwala              | Dhvaj Haria                  |
| 2011                               | Aditya Mehta          | 6:2                 | Alok Kumar          | unklar                       | unklar                       |
| 2012                               | Aditya Mehta          | 6:2                 | Kamal Chawla        | Laxman Rawat                 | Dhvaj Haria                  |
| 2013                               | Manan Chandra         | 6:2                 | Brijesh Damani      | Malkeet Singh                | Ashutosh Padhy               |
| 2014                               | Pankaj Advani         | 6:3                 | Kamal Chawla        | Ashutosh Padhy               | Ashutosh Padhy               |
| 2015                               | Pankaj Advani         | 6:3                 | Varun Madan         | Avinash Kumar                | Ishpreet Singh Chadha        |
| 2016                               | Aditya Mehta          | 6:3                 | Manan Chandra       | unklar                       | Shrikrishna Suryanarayanan   |
| 2017                               | Pankaj Advani         | 6:0                 | E. Pandurangaiah    | unklar                       | Shrikrishna Suryanarayanan   |
| 2018                               | Sumit Talwar          | 6:1                 | Malkeet Singh       | Shrikrishna Suryanarayanan 4 | Shrikrishna Suryanarayanan 4 |
| 2019                               | Pankaj Advani         | 6:0                 | Laxman Rawat        | Shoaib Khan                  | Digvijay Kadian              |
| 2020                               | Aditya Mehta          | 6:2                 | Pankaj Advani       | Digvijay Kadian              | Kreishh Gurbaxani            |
| 2021                               | Ishpreet Singh Chadha | 6:3                 | Malkeet Singh       | Rayaan Razmi                 | keine Austragung             |
| 2022                               | Kamal Chawla          | 6:3                 | Sparsh Pherwani     | Digvijay Kadian              | Shahyan Razmi                |
| 2023                               | Sourav Kothari        | 6:2                 | Paras Gupta         | Ranveer Duggal               | Abdul Saif                   |
| 2024 5                             | Pankaj Advani         | 5:1                 | Brijesh Damani      | Dhruv Patel                  | Aarav Sancheti               |

### Frauen

#### Hauptturnier
Die erste Frauenmeisterschaft wurde 1989 ausgetragen, doch 1997 fand sie nur unregelmäßig statt. In den Anfangsjahren waren es vor allem Judy Walia, Pooja Galundia und Heena Khandelwal, die die Meisterschaften gewannen. Ab 2003 dominierte Vidya Pillai das Turnier, sie siegte bis 2016 insgesamt neun Mal. Sie wurde von Amee Kamani befolgt, die nach 2015 und 2017 2018 ihren dritten Meistertitel gewann. Nachdem 2019 die frühere Juniorenmeisterin Varshaa Sanjeev den Titel gewann, siegte 2020 Vidya Pillai ihren 10. Titel. 2021 gewann wiederum Amee Kamani.

#### Junioren (U21)
Die erste U21-Meisterschaft der Frauen fand zeitgleich mit der ersten U17-Meisterschaft im Jahr 2008 statt. Die ersten beiden Ausgaben gewann Arantxa Sanchis, auch die nachfolgende Varsha Sanjeev gewann zwei Wettbewerbe. 2013 siegte Keerath Bhandaal, die ihren Titel auch 2014 behielt, da eine Neuauflage wegen zu wenigen Teilnehmern nicht ausgetragen wurde. 2015 siegte dann Doyel Dey, nach ihr folgte wieder Bhandaal, die ihren Titel 2017 verteidigen konnte. 2018 gewann Ishika Shah, der 2019 Anupama Ramachandran und 2020 Keerthana Pandian folgte. 2021 fand kein Wettbewerb statt.

#### Sub-Junioren (U17)
Zeitgleich mit der ersten U21-Meisterschaft wurde die erste U17-Meisterschaft im Jahr 2008 ausgetragen und ebenso wie die U21-Meisterschaft von Arantxa Sanchis gewonnen. Die nächsten fünf Ausgaben gingen jeweils zwei Mal an Keerath Bhandaal und Varsha Sanjeev sowie ein Mal an Lahari Itlapuram, bis 2015 Doyel Dey gewann. Auf Dey folgten in den nächsten drei Jahren drei unterschiedliche Siegerinnen, erst Ishika Shah, dann Anupama Ramachandran. 2018 und 2020 gewann jeweils Keerthana Pandian, deren Siegesserie lediglich von Ishika Shah unterbrochen wurde. 2021 fand kein Wettbewerb statt.

#### Titelträger
| Jahr      | Hauptturnier         | Junioren (U21)       | Sub-Junioren (U17)   |
| --------- | -------------------- | -------------------- | -------------------- |
| 1989      | Judy Walia           | nicht ausgetragen    | nicht ausgetragen    |
| 1990      | nicht ausgetragen    | nicht ausgetragen    | nicht ausgetragen    |
| 1991      | Pooja Galundia       | nicht ausgetragen    | nicht ausgetragen    |
| 1992      | Pooja Galundia       | nicht ausgetragen    | nicht ausgetragen    |
| 1993      | nicht ausgetragen    | nicht ausgetragen    | nicht ausgetragen    |
| 1994      | nicht ausgetragen    | nicht ausgetragen    | nicht ausgetragen    |
| 1995      | Heena Khandelwal     | nicht ausgetragen    | nicht ausgetragen    |
| 1996      | nicht ausgetragen    | nicht ausgetragen    | nicht ausgetragen    |
| 1997      | Heena Khandelwal     | nicht ausgetragen    | nicht ausgetragen    |
| 1998      | Judy Walia           | nicht ausgetragen    | nicht ausgetragen    |
| 1999      | Farah Khan           | nicht ausgetragen    | nicht ausgetragen    |
| 2000      | Pooja Galundia       | nicht ausgetragen    | nicht ausgetragen    |
| 2001      | Anuja Thakur 6       | nicht ausgetragen    | nicht ausgetragen    |
| 2002      | Varsha Majmudar      | nicht ausgetragen    | nicht ausgetragen    |
| 2003      | Vidya Pillai         | nicht ausgetragen    | nicht ausgetragen    |
| 2004      | Meenal Thakur        | nicht ausgetragen    | nicht ausgetragen    |
| 2005      | Vidya Pillai         | nicht ausgetragen    | nicht ausgetragen    |
| 2006      | unbekannt            | nicht ausgetragen    | nicht ausgetragen    |
| Jan. 2007 | Anuja Thakur         | nicht ausgetragen    | nicht ausgetragen    |
| Dez. 2007 | Vidya Pillai         | nicht ausgetragen    | nicht ausgetragen    |
| 2008      | Vidya Pillai         | Arantxa Sanchis      | Arantxa Sanchis      |
| 2009      | Meenal Thakur        | Arantxa Sanchis      | Keerath Bhandaal     |
| 2010      | Vidya Pillai         | Varsha Sanjeev       | Lahari Itlapuram     |
| 2011      | Vidya Pillai         | unklar               | Varsha Sanjeev       |
| 2012      | Chitra Magimairaj    | Varsha Sanjeev       | Varsha Sanjeev       |
| 2013      | Vidya Pillai         | Keerath Bhandaal     | Keerath Bhandaal     |
| 2014      | Vidya Pillai         | nicht ausgetragen    | nicht ausgetragen    |
| 2015      | Amee Kamani          | Doyel Dey            | Doyel Dey            |
| 2016      | Vidya Pillai         | Keerath Bhandaal     | Ishika Shah          |
| 2017      | Amee Kamani          | Keerath Bhandaal     | Anupama Ramachandran |
| 2018      | Amee Kamani          | Ishika Shah 7        | Keerthana Pandian 7  |
| 2019      | Varshaa Sanjeev      | Anupama Ramachandran | Ishika Shah          |
| 2020      | Vidya Pillai         | Keerthana Pandian    | Keerthana Pandian    |
| 2021      | Amee Kamani          | keine Austragung     | keine Austragung     |
| 2022      | Amee Kamani          | Keerthana Pandian    | Aanya Patel          |
| 2023      | Amee Kamani          | Aanya Patel          | Natasha Chethan      |
| 2024 8    | Anupama Ramachandran | Aanya Patel          | Natasha Chethan      |

### Six-Red-Snooker
Sowohl die erste Männer- als auch die erste Frauenmeisterschaft im Six-Red-Snooker fand 2010 statt. 

#### Männer
Die erste Meisterschaft gewann Pankaj Advani, der zu diesem Zeitpunkt bereits fünf Mal die Männermeisterschaft im normalen Snooker gewonnen hatte. Auf ihn folgte der ehemalige U21-Meister Shahbaaz Adil Khan, Shivam Arora und Varun Madan, der 2015 im Finale der Snooker-Meisterschaft verlor. Nachdem 2014 kein Wettbewerb stattfand, siegte 2015 Kamal Chawla, der in seiner Karriere bereits zwei Mal im Finale der normalen Männermeisterschaft stand und beide Male verlor. 2016 und 2017 siegte wieder Pankaj Advani, der auch die Neuauflage 2020 gewann. Die Ausgabe 2021 gewann mit Shrikrishna Suryanarayanan ein vormaliger Juniorenmeister im normalen Snooker.

#### Frauen
Bei den Frauen siegte 2010 die zweifache Frauenmeisterin Meenal Thakur, gefolgt von Chitra Magimairaj, die ein Jahr später Frauenmeisterin wurde. 2012 siegte Arantxa Sanchis, die zuvor zwei Mal die U21- und ein Mal die U17-Meisterschaft gewonnen hatte. 2013 gewann mit Vidya Pillai die Rekordsiegerin der Frauenmeisterschaft. Nachdem 2014 kein Wettbewerb ausgetragen wurde, gewann ab 2015 Amee Kamani alle Meisterschaften, wodurch sie zur Rekordsiegerin dieser Disziplin wurde. 2021 konnte Vidya Pillai ihren zweiten Meistertitel im Six-Red-Snooker gewinnen.

#### Titelträger
| Jahr   | Männer                     | Frauen            |
| ------ | -------------------------- | ----------------- |
| 2010   | Pankaj Advani              | Meenal Thakur     |
| 2011   | Shahbaaz Adil Khan         | Chitra Magimairaj |
| 2012   | Shivam Arora               | Arantxa Sanchis   |
| 2013   | Varun Madan                | Vidya Pillai      |
| 2014   | nicht ausgetragen          | nicht ausgetragen |
| 2015   | Kamal Chawla               | Amee Kamani       |
| 2016   | Pankaj Advani              | Amee Kamani       |
| 2017   | Pankaj Advani              | Amee Kamani       |
| 2018   | nicht ausgetragen          | nicht ausgetragen |
| 2019   | nicht ausgetragen          | nicht ausgetragen |
| 2020   | Pankaj Advani              | Amee Kamani       |
| 2021   | Shrikrishna Suryanarayanan | Vidya Pillai      |
| 2022   | Ishpreet Singh Chadha      | Vidya Pillai      |
| 2023   | Malkeet Singh              | Amee Kamani       |
| 2024 9 | Paras Gupta                | Keerthana Pandian |